# 蔡枚功
蔡枚功，湖南省長沙府湘潭縣人，清朝政治人物、進士出身。
光緒六年（1880年），参加庚辰科殿試，登進士二甲第69名。同年五月，授工部郎中。